# Río Pelque
El Pelque es un río que se encuentra en la provincia de Santa Cruz en la Patagonia, República Argentina. Es afluente del río Coyle (o Coig). En el río se practica la pesca deportiva.

## Recorrido
Nace en la Meseta de las Vizcachas y sus afluentes están formados por arroyos (como el del Italiano) y cañadones. Desemboca en el río Coyle, a unos 20 km al oeste de la localidad de Esperanza.

## Lagunas del Tero
En su curso bajo, forma unos humedales y pasa por el área al oeste de lagunas endorreicas salobres denominadas lagunas del Tero caracterizadas por una biodiversidad interesante.